# 36e division blindée (Israël)
Pour les articles homonymes, voir 36e division.
 (décembre 2018).
Si vous disposez d'ouvrages ou d'articles de référence ou si vous connaissez des sites web de qualité traitant du thème abordé ici, merci de compléter l'article en donnant les références utiles à sa vérifiabilité et en les liant à la section « Notes et références ».
La 36e division blindée des Forces de défense israéliennes, également connue sous le nom de Formation Ga'ash (« Rage »), est la plus grande division blindée en service de l'armée régulière israélienne. Elle était assignée au Commandement régional du Nord jusqu'en février 2014.

## Création
La division a été créée en septembre 1954 et dirigée jusqu'en 1958 par Avraham Yoffe. À l'époque, les commandements divisionnaires étaient établis sans forces prédéterminées, mais avec des troupes réparties en fonction des missions qui leur étaient confiées. De 1958 à 1962, la division était dirigée par le brigadier général Zvi Zamir, de 1962 à 1965 par Uzi Narkiss et de 1965 à 1969 par Elad Peled. Après la guerre des Six Jours, de 1969 à 1972, la division était dirigée par Shmuel Gonen (Gorodish) puis par Rafael Eitan de 1972 à 1974.

## Engagements
Au cours de la guerre des Six jours, la division mène des combats dans le Nord de la Jordanie à la tête de la brigade blindée « Barak » (qui est alors la 45e brigade blindée), de la 37e brigade et des forces de la 1ère brigade. Plus tard, elle est chargée de l'occupation du sud du plateau du Golan.
Pendant la guerre du Kippour, la division participe aux combats défensifs sur le nord du Golan, avant de pénétrer et d'attaquer en profondeur sur le territoire syrien. Au cours de l'opération Litani, l'invasion du Liban par Israël en 1978, la division est engagée sur le front est. Pendant la guerre du Liban de 1982, elle combat sur le front central, en passant par la route côtière afin de se rendre aux portes de Beyrouth.
Jusqu'en février 2014 la division était basée sur les hauteurs du Golan et comprend la 188e brigade blindée « Barak ». Depuis juillet 2013, il est dirigé par le brigadier général Itzik Turjeman qui a remplacé le brigadier général Tamir Haiman.

## Unités
- 1re brigade d'infanterie Golani

Structure de la

- 6e brigade d'infanterie de réserve Etzioni
- 7e division blindée Saar me-Golan/Tempête du Golan
- 188e division blindée Barak/Éclair
- 263e division blindée de réserve Merkavot ha-Esh/Chariots de feu
- 282e régiment d'artillerie Golan
  - 334e bataillon d'artillerie Ra’am/Tonnerre (MLRS)
  - 404e bataillon d'artillerie de réserve Shafifon/Vipère (M109A5)
  - 405e bataillon d'artillerie Namer/Léopard (M109A5)
  - 411e bataillon d'artillerie Keren/Corne (M109A5)
  - 611e régiment d'acquisition de cibles Eitam/Aigle
- 389e bataillon des transmissions Sion